# MS50
De MS50 is een type treinstel van de NMBS. De treinstellen maken deel uit van de klassieke motorstellen waarvan er tussen 1939 en de jaren 1970 ongeveer 500 op het spoor verschenen. De MS35 (A1-A12), MS39 (001-008) MS46 (009), MS50 (010-034) en MS53 (035-049) waren hoogperronmotorstellen (AMQH = automotrice "Quai Haut").
Na enkele decennia van inzet werden de laatste stellen uit deze serie tussen 1994 en 1995 buiten dienst gesteld, als gevolg van de verlenging met tussenrijtuig van de Breaks MS80 (301-440) en de komst van de treinstellen MS96 (441-490 en 501-570) en rijtuigen I11.

## Uiterlijke kenmerken
- Klinknagels: Alle latere types hebben dit niet.
- Verticale schuifvensters die bijna helemaal naar beneden kunnen.